# Portamina

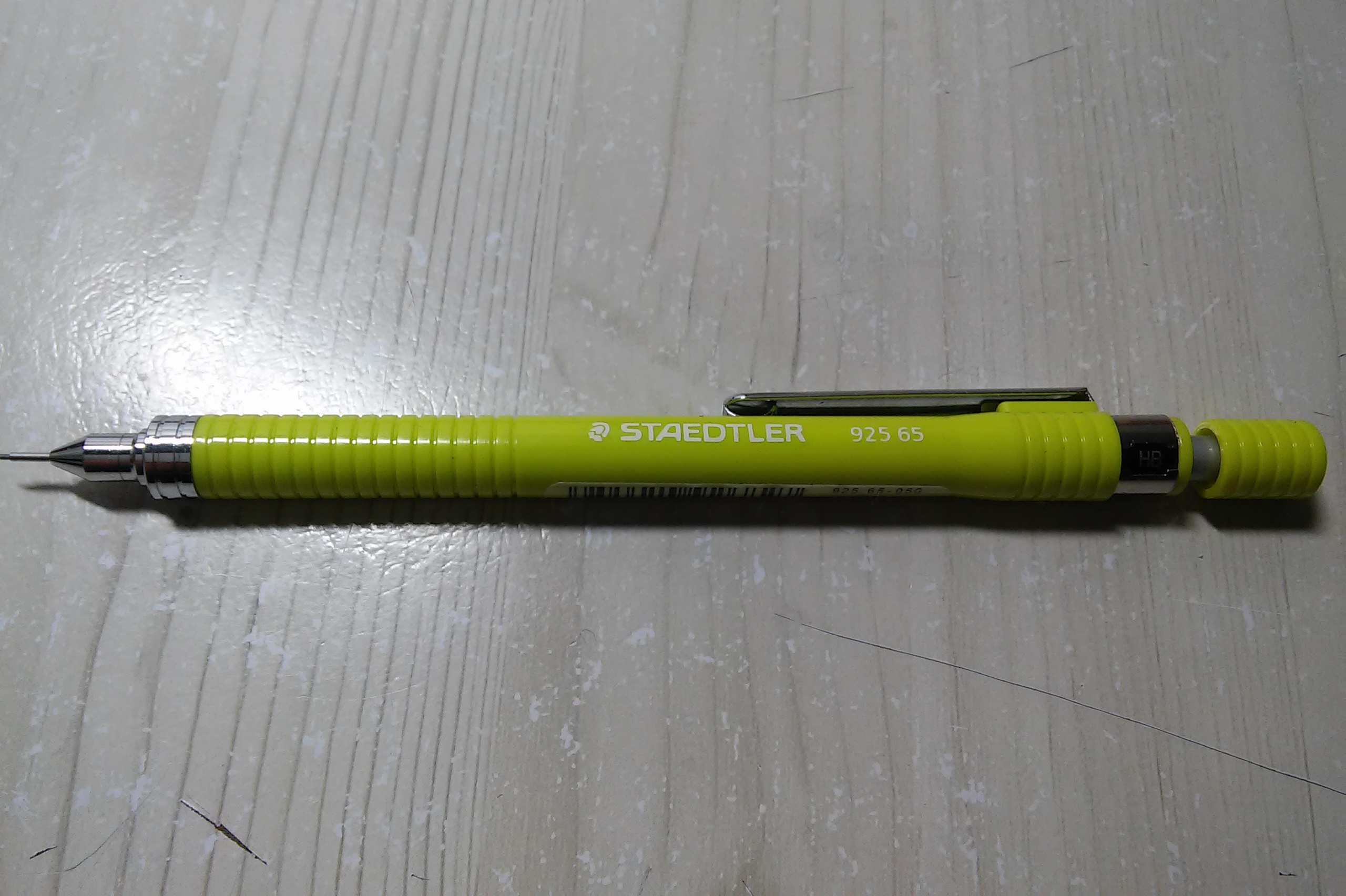
Staedtler 925 65

Il portamina o portamine è una matita automatica costituita da una struttura in plastica o altro materiale contenente lo spazio per una singola mina o per una serie di sottili mine di grafite dette micromine.

## Storia
La prima descrizione nota di un portamine è riportata da Conrad Genser in un documento del 1565 mentre il primo portamine a noi pervenuto proviene dal relitto HMS Pandora affondato nel 1791.
Il primo brevetto per un portamine ricaricabile dotato di meccanismo di avanzamento della mina fu registrato nel 1822 nel Regno Unito da Sampson Mordan e John Isaac Hawkins. La commercializzazione invece cominciò l'anno successivo quando Sampson Mordan comprò la totalità dei diritti brevettuali e si associò a Gabriel Riddle. Durante il periodo societario (1822-1837) il portamine prodotto da Sampson Mordan e Gabriel Riddle fu marchiato con l'acronimo SMGR. Dopo il 1837, alla conclusione della loro partnership, Mordan continuò a fabbricare portamine con il marchio "S. Mordan & Co". La compagnia di Mordan terminò la produzione di portamine (ed altri oggetti) solo durante la seconda guerra mondiale, quando la sua fabbrica fu bombardata e distrutta.
Tra il 1822 e il 1874 furono registrati più di 160 brevetti che portarono diversi miglioramenti ai portamina. Il primo portamina a molla fu brevettato nel 1877 e un meccanismo di avanzamento ad avvitamento fu sviluppato nel 1895.
Un ulteriore miglioramento del portamine avvenne nel 1915 in Giappone ad opera di Tokuji Hayakawa, operaio metalmeccanico ventunenne fresco di apprendistato. L'invenzione, che venne commercializzata col nome Ever-Ready Sharp ("sempre prontamente appuntita"), non ebbe tuttavia immediato successo e ciò a causa dell'insolito meccanismo di funzionamento: l'avanzamento della mina si otteneva ruotando il capo del portamine. Ma il decollo delle vendite arrivò comunque e ciò grazie ad un grosso ordine da parte di un'azienda di Osaka. Quando alcuni anni più tardi Tokuji Hayakawa fondò una compagnia, oggi divenuta colosso internazionale dell'elettronica, decise di chiamarla con parte del nome della sua matita: Sharp.
In concomitanza con quanto avvenne in Giappone, negli Stati Uniti d'America Charles R. Keeran sviluppò un portamina qualitativamente simile a quello giapponese e precursore dei portamine più diffusi oggigiorno. Fu commercializzato col nome Eversharp ed ebbe un immediato successo. Si differenziava dal modello giapponese per l'avanzamento della mina: nel portamina americano di Keeran il meccanismo di avanzamento era a cricco azionato da un bottone sulla sommità del portamine mentre in quello di Hayakawa era a vite azionato dalla rotazione di una parte del portamine.
A causa dei nomi simili, Ever-Ready Sharp e Eversharp, e del periodo storico concomitante, la storia dello sviluppo di questi due prodotti è stata talvolta erroneamente riportata come la storia di un singolo prodotto, sviluppato in Giappone ed acquistato e prodotto dagli Stati Uniti.
Come accennato il meccanismo di avanzamento attualmente più diffuso è quello a bottone.

## Mine
Le mine moderne sono di grafite polimerizzata, cilindriche. Alcune misure tipiche per il diametro della mina (in millimetri) sono 0,3; 0,5; 0,7; 0,9; 1,3. Le misure 0,5 mm e 0,7 mm sono le più comunemente usate per usi generici.

## Galleria d'immagini

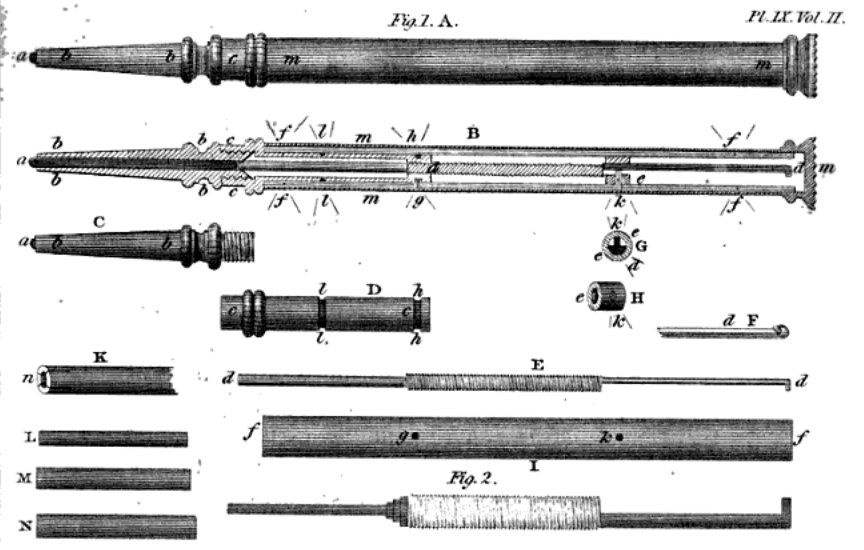
Dettaglio del primo brevetto per un portamina di Sampson Mordan, 1822.
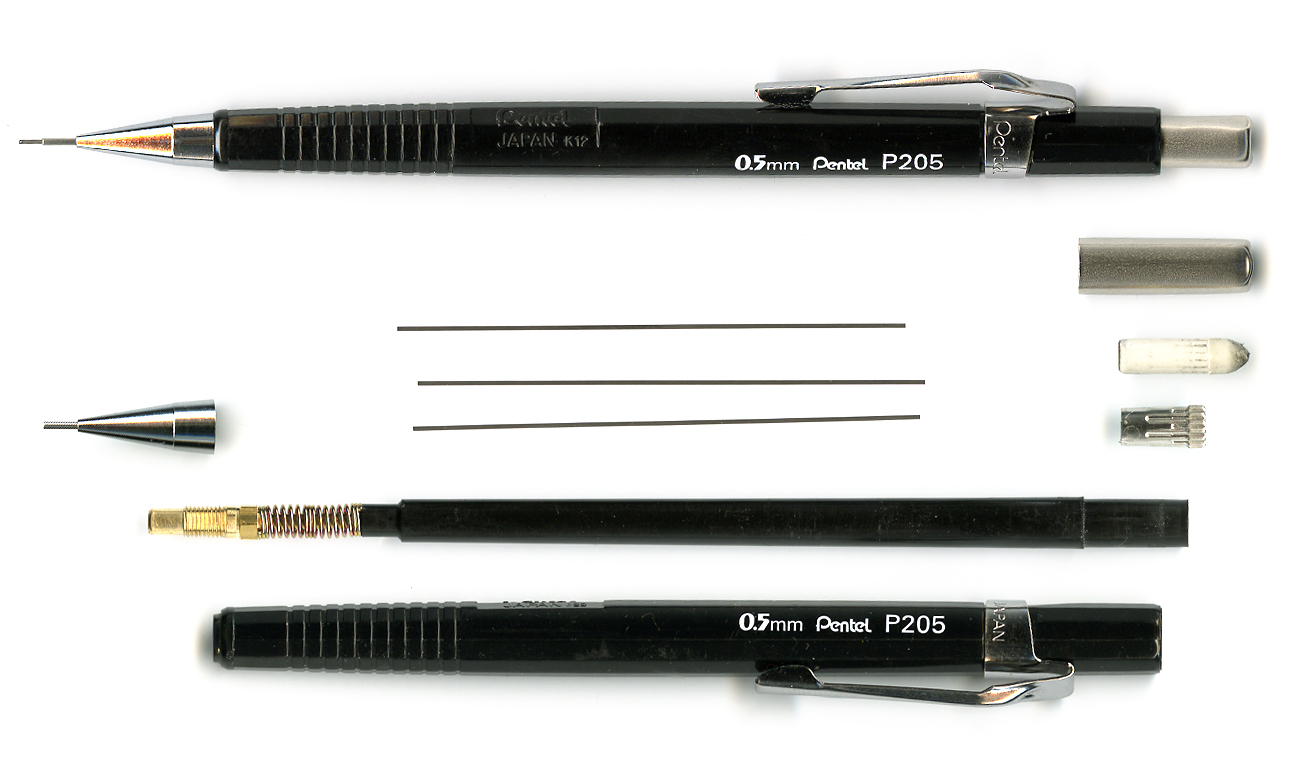
Un portamina a cricchetto Pentel Sharp smontata, che mostra tre mine in grafite da 0,5 mm.
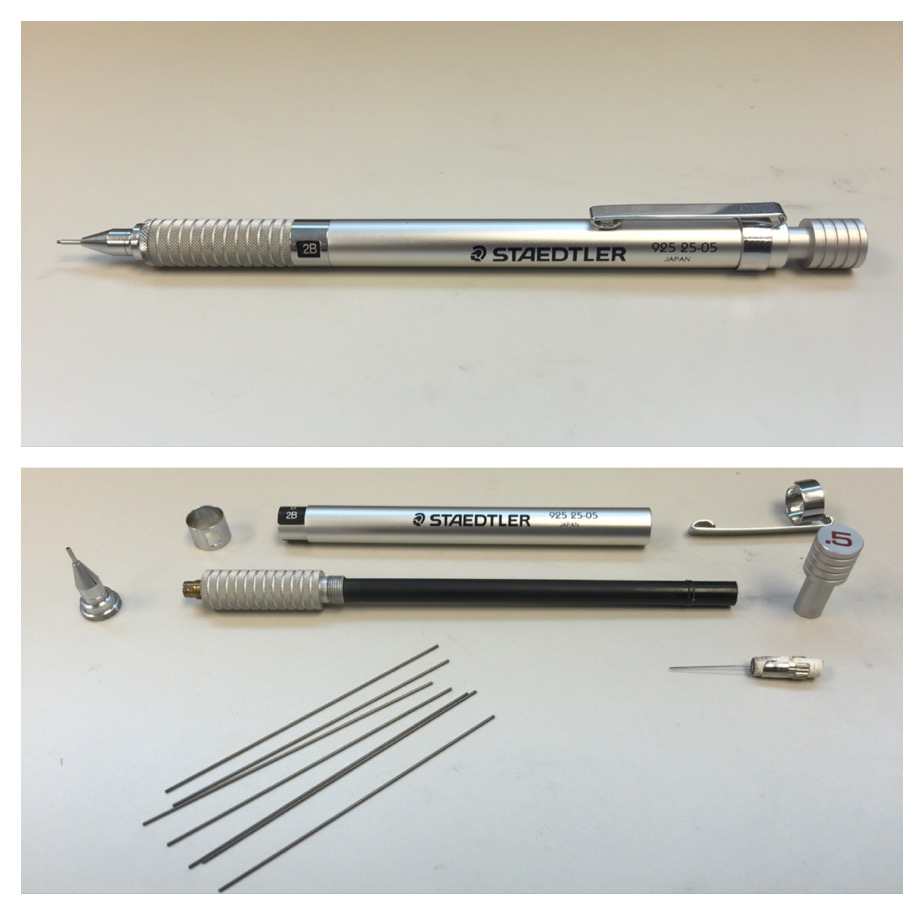
Uno Staedtler 925-25 05 assemblato (in alto) e smontato (in basso).
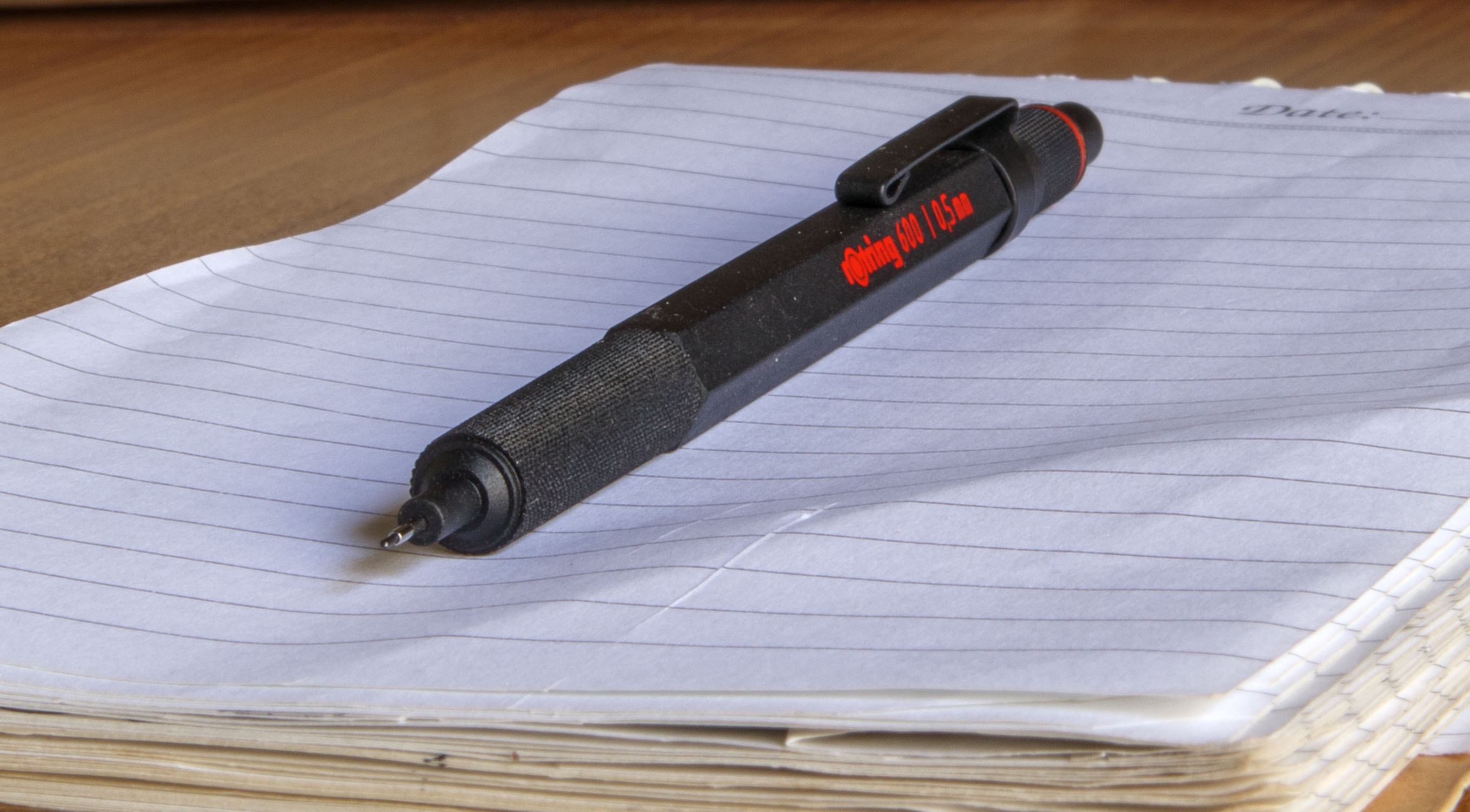
Portamina Rotring 600 con rivestimento opaco.
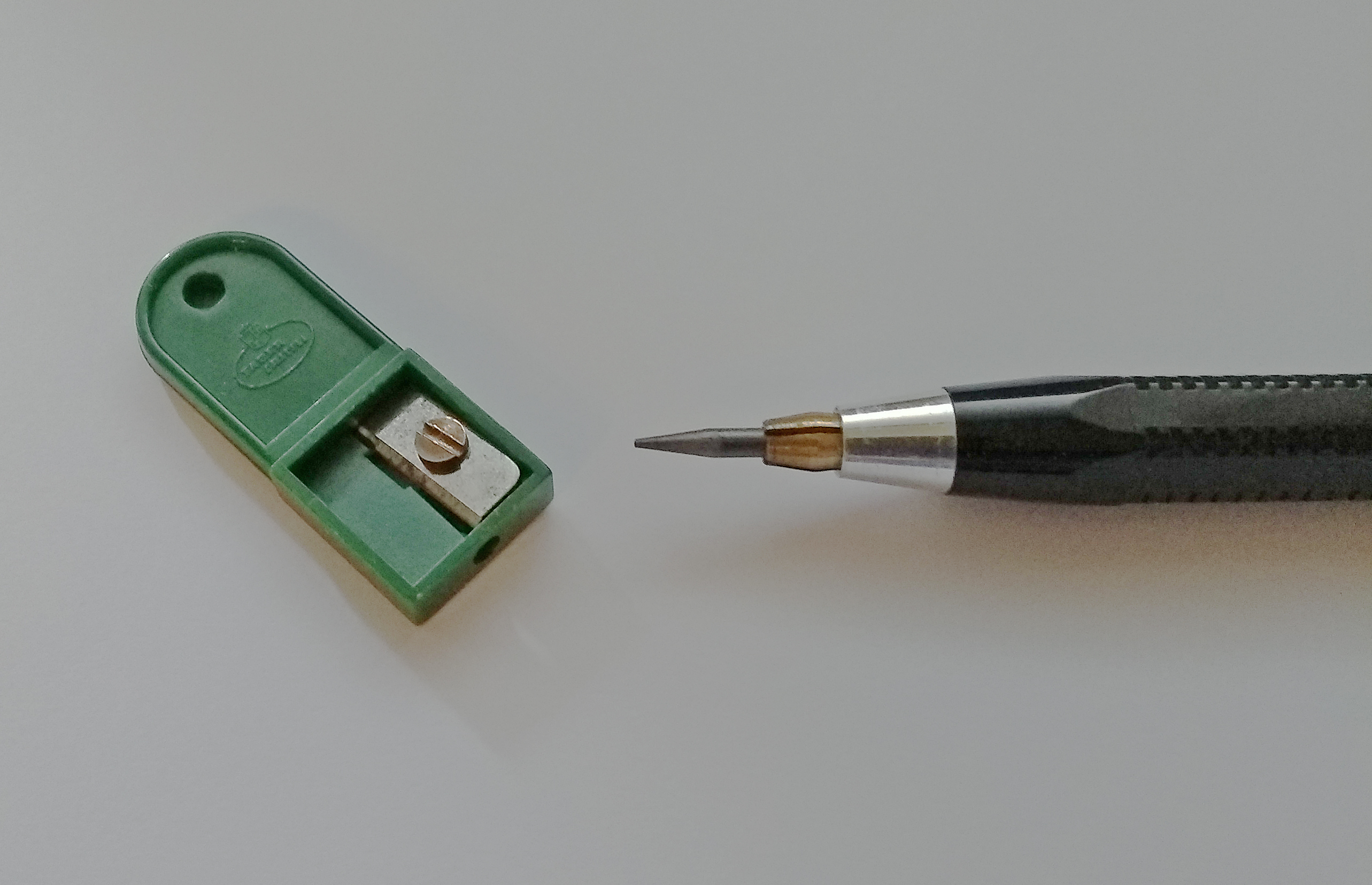
Temperamatite/puntatore e mina per matita da 2 mm in un portamine a frizione.
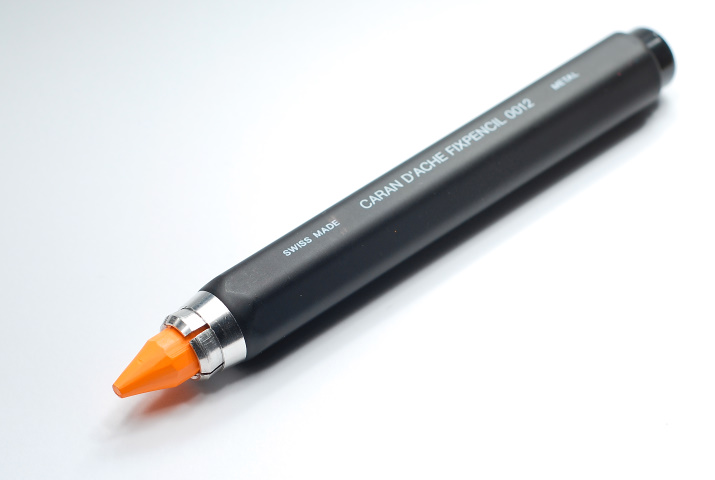
Un portamina di tipo pastello a cera di marca Caran d'Ache.
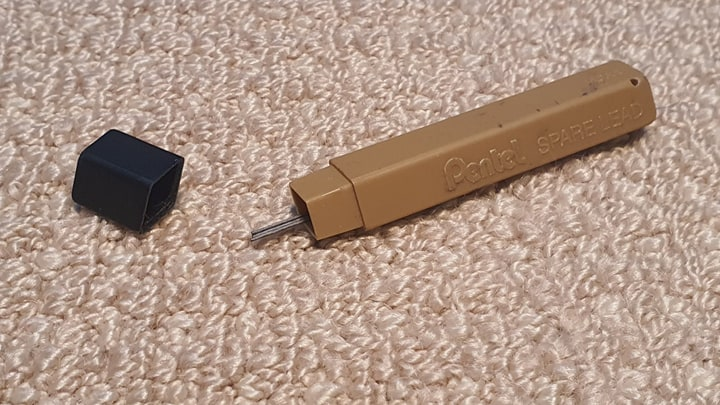
Contenitore per riporre la mina di un portamina.
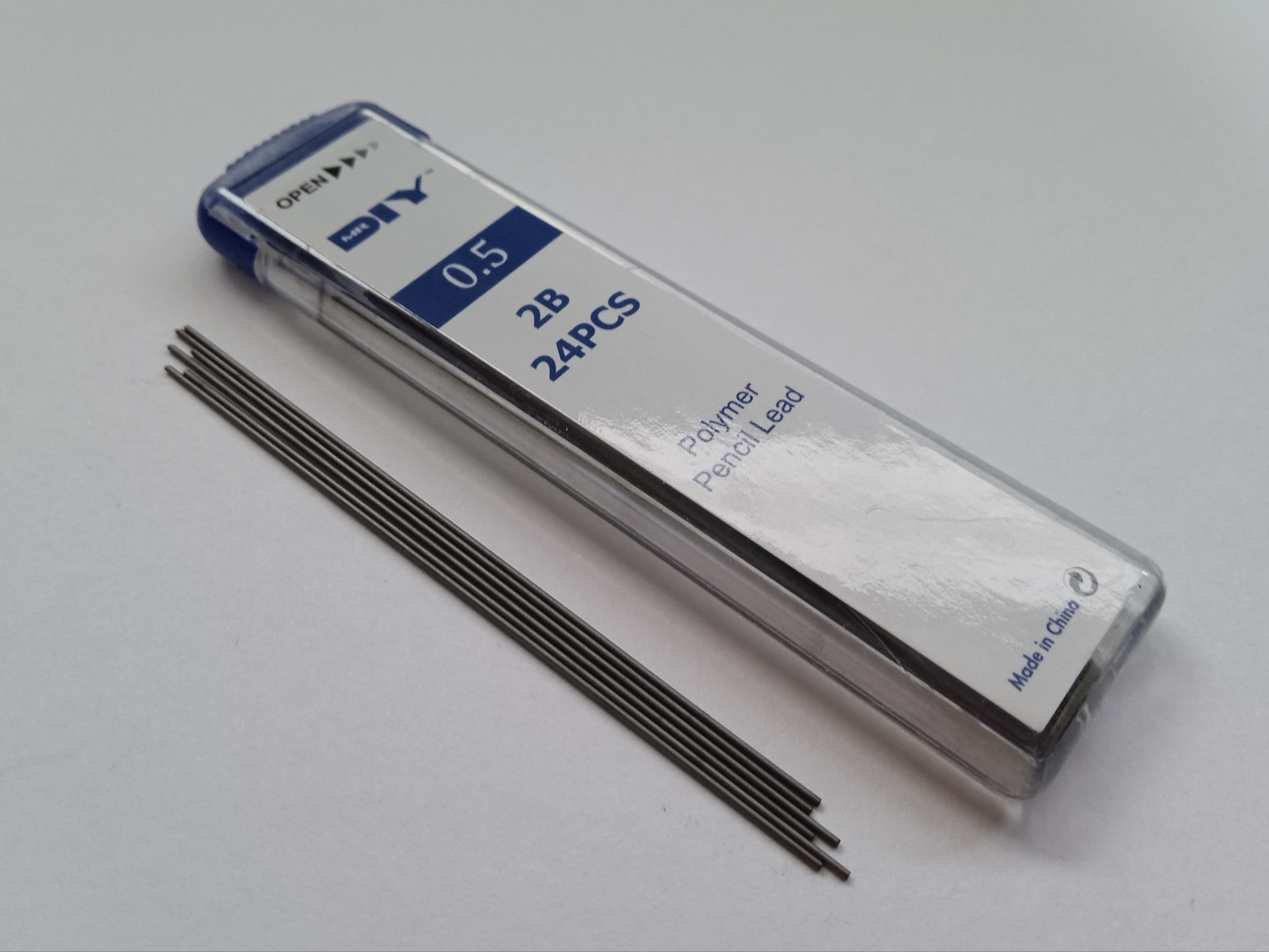
Mine in polimero con diametro di 0,50 mm.